# Mi sono laureato, ma...
Mi sono laureato, ma... (大学は出たけれど?, Daigaku wa detakeredo) è un film del 1929 diretto da Yasujirō Ozu.

## Trama
Tetsuo Nomoto, giovane laureato in procinto di sposarsi con Machiko, rifiuta un'offerta di lavoro non ritenendo l'impiego adatto a lui. Ben presto la madre, nonostante i tentativi di Nomoto nel nascondergli la situazione, viene a sapere il tutto andando su tutte le furie. Più tardi, Nomoto scopre la fidanzata lavorare in nero in un bar: dopo un'iniziale reazione irata, accetta il sacrificio di Machiko e tenta con successo di farsi riassumere all'azienda da cui aveva rifiutato la proposta di lavoro.

## Produzione
- Regia: Nelle intenzioni della casa di produzione, la regia doveva essere affidata al regista Hiroshi Shimizu, il quale aveva già provveduto alla stesura del soggetto[3].
- Cast: Il film incluse, come probabilmente richiesto da Shimizu[3], alcuni volti noti del cinema giapponese come Minoru Takada e Kinuyo Tanaka.
- Riprese: Le riprese del film, effettuate tra il giugno e il settembre 1929[3], furono ritardate da alcune avversità di carattere atmosferico[3].

## Distribuzione
Il film, quasi completamente perduto nel corso dei bombardamenti della seconda guerra mondiale (al giorno d'oggi sopravvivono solamente undici minuti dei settanta totali), è stato distribuito esclusivamente in Giappone.

### Date di uscita
- 6 settembre 1929 in Giappone[4][5]

## Casi mediatici
- Il titolo del film divenne estremamente popolare negli anni trenta[3], in quanto sottolineava alcune problematiche della società giapponese nel primo periodo dell'era Shōwa e nella Grande depressione[3].